# Angie (píseň)
Angie / Silver Train je pilotní singl k albu Goats Head Soup rockové skupiny The Rolling Stones. Obě písně byly natočeny v roce 1973 ve studiu Olympic Sound v Londýně, raná verze písně Angie byla natočena během session v Dynamic Sound Studios v Kingstonu na Jamajce, rané verze písně Silver Train pochází již z roku 1970 při nahrávání alba Sticky Fingers. Singl vyšel 20.8.1973, ve Velké Británii dosáhl na 5., v USA na 1.příčku. Obě písně vyšly na albu Goats Head Soup. Autory skladeb jsou Mick Jagger a Keith Richard. K oběma písním bylo natočeno taktéž promo video, ke skladbě Angie dokonce ve dvou různých verzích.
základní informace:
A strana
"Angie" (Jagger / Richard) – 4:33
B strana
"Silver Train" (Jagger / Richard) – 4:27
české coververze
- Pod názvem „Nelži“ s textem Zdeňka Rytíře ji v roce 1974 nazpíval Karel Zich
- Pod názvem „Vyznání“ s textem Michaela Dejvického ji v roce 2013 nazpívala Pavla Forest